# Василий Татишчев
Василий Никитич Татишчев (на руски: Васи́лий Ники́тич Тати́щев) (р. 1686, Псковски уезд – п. 1750, Болдино, Дмитровски уезд, Московска губерния) е известен руски историк, географ, икономист и държавник.
Автор е на първия капитален труд по история на Русия – „История Российская“, считан за неговото главно съчинение. Втората му редакция е издадена 18 години след неговата смърт, при Екатерина II – през 1768 г. Първата редакция на този труд за първи път е издадена едва през 1964 г..
Основател е на градовете:
- Ставропол (сега Толиати), 1737 г.;
- Екатеринбург, 1723 г.;
- Перм, 1723 г.